# Merles-sur-Loison
Merles-sur-Loison település Franciaországban, Meuse megyében. Lakosainak száma 146 fő (2022. január 1.). Merles-sur-Loison Grand-Failly, Damvillers, Dombras, Romagne-sous-les-Côtes, Saint-Laurent-sur-Othain és Villers-lès-Mangiennes községekkel határos.

## Népesség
A település népességének változása:
| Lakosok száma | 179  | 126  | 133  | 151  | 166  | 157  | 150  | 151  | 151  | 146  |
|               | 1968 | 1982 | 1990 | 2006 | 2013 | 2015 | 2017 | 2019 | 2020 | 2022 |